# Henry Havelock

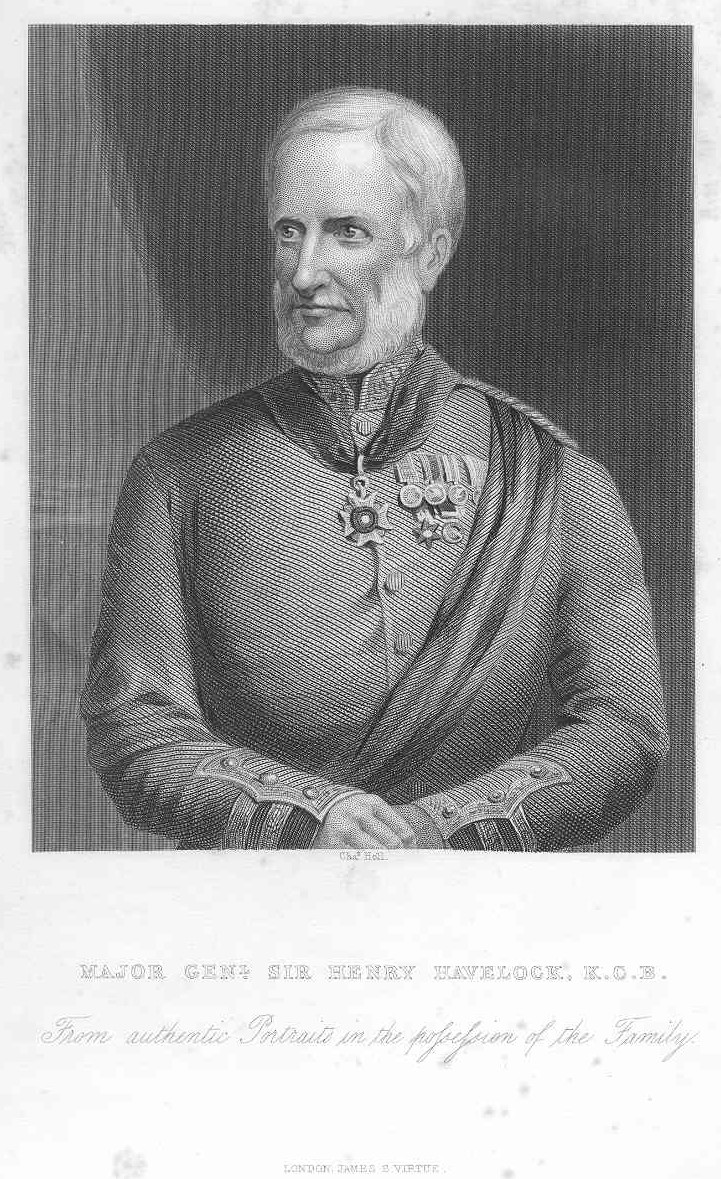
Sir Henry Havelock

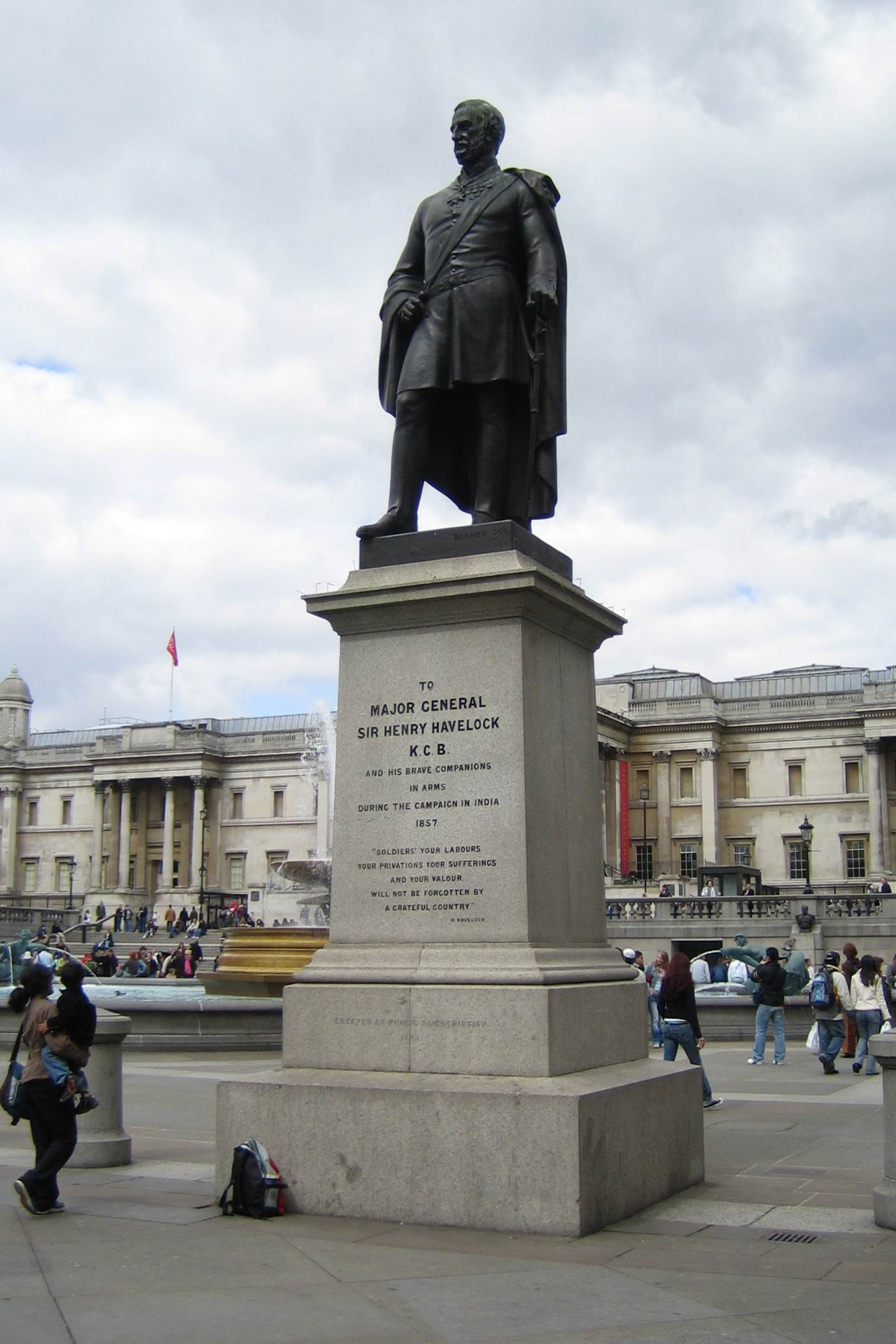
Statue von Sir Henry Havelock im Trafalgar Square von London

Sir Henry Havelock KCB (* 5. April 1795 in Bishops-Wearmouth, Durham; † 24. November 1857 bei Lucknow) war ein britischer Generalmajor, der an mehreren Feldzügen in Britisch-Indien teilnahm.

## Leben
Henry Havelock trat 1815 in die Armee ein und kam 1823 mit dem 13. Infanterieregiment nach Britisch-Indien. Während des ersten Birmakrieges (1824) diente er im Generalstab von Sir Archibald Campbell und war an mehreren Gefechten beteiligt. 1827 beschrieb Havelock den Krieg in seiner History of the Ava campaigns (London). Im Gegensatz zu seinen reicheren Kameraden war es ihm nicht möglich, höhere Ränge zu kaufen, und er benötigte 23 Jahre, um 1838 zum Hauptmann befördert zu werden.
Havelock nahm 1839 am Ersten Anglo-Afghanischen Krieg teil. In der Schlacht von Ghazni war er der Aide-de-camp von General Willoughby Cotton. Nach einem Einsatz in Kabul wurde er zu General Sale nach Dschalalabad versetzt. Hier tat er sich bei der Belagerung von Dschalalabad durch Akbar Khan hervor. Anschließend veröffentlichte er Narrative of the war of 1838/39 (2 Bände, London 1840) sowie Memoir of the Afghan campaigns (London 1841).
Ende 1843 begleitete er die Armee von Hugh Gough nach Gwalior. Havelock wurde 1844 zum Oberstleutnant befördert. Er kämpfte 1845 und 1846, mit Auszeichnung, im Ersten Sikh-Krieg, in den Schlachten bei Mudki, Ferozeshah und Sobraon.
In seiner Zeit in Indien gewann Havelock eine tiefe religiöse Überzeugung und wurde Baptist. Diese Überzeugung übertrug er teilweise auf die ihm unterstellten Soldaten, so dass sein Regiment, das 13th Light Infantry, zeitweise den Spitznamen „Havelock’s Saints“ führte.
Aufgrund seines schlechten Gesundheitszustands kehrte Havelock 1849 nach Europa zurück, ging aber bereits 1851 wieder nach Bombay, wo er zum Oberst und Generalquartiermeister der königlichen Truppen in Indien ernannt wurde. Nach dem Ausbruch des Krieges gegen Persien erhielt er als Generalmajor das Kommando der 2. Division, mit der er am Feldzug gegen Mohammerah teilnahm. Im April 1857 kehrte Havelock nach Kalkutta zurück.
Nach Ausbruch des Sepoyaufstandes übernahm Havelock den Befehl über das Korps, das zum Entsatz der Belagerung von Kanpur und der Belagerung von Lucknow bestimmt war. Er marschierte am 7. Juli 1857 von Allahabad ab und schlug die Aufständischen bei Fatehpur am 12. Juli. Am 16. Juli vertrieb er die Aufständischen aus Kanpur. Verstärkt durch die Truppen von General James Outram schlug er am 25. September die Hauptmacht der Gegner 8 km vor Lakhnau. Dort blieben Havelock und Outram mehrere Wochen den Angriffen der gegnerischen Übermacht ausgesetzt, bis der Oberbefehlshaber Campbell ihnen am 17. November zu Hilfe kam.
Am 11. November 1857 wurde Henry Havelock zum Knight Commander des Bathordens erhoben. Er starb am 24. November an der Ruhr. Bevor die Nachricht von seinem Tod London erreichte, hatte Königin Victoria am 26. November 1857 die Anweisung erteilt ihm ein Letters Patent mit der Erhebung zum erblichen Baronet, of Lucknow, auszustellen. Durch seinen vorherigen Tod wurde die Titelverleihung nie rechtswirksam. Der Titel wurde stattdessen am 22. Januar 1858 seinem ältesten Sohn, Henry Marshman Havelock (* 6. August 1830; † 30. Dezember 1897) verliehen. Seine Witwe und seine weiteren Söhne wurden rechtlich so gestellt, als sei der Titel bereits Henry Havelock verliehen worden.

## Namensgeber
Nach Henry Havelock wurde der Havelock-Mantel benannt.